# Chieko Sugawara
Chieko Sugarawa (菅原 智恵子, Sugawara Chieko, née le 15 août 1976 à Kesennuma) est une escrimeuse japonaise, spécialiste du fleuret.

## Carrière
Lors des championnats du monde d'escrime 2007, elle remporte la médaille de bronze par équipes avec le Japon.